# Baishui, Wanzai
Baishui är en socken i Kina. Den ligger i provinsen Jiangxi, i den sydöstra delen av landet, omkring 180 kilometer väster om provinshuvudstaden Nanchang. Antalet invånare är 9 084. Befolkningen består av 4 342 kvinnor och 4 742 män. Barn under 15 år utgör 26,0 %, vuxna 15-64 år 63 %, och äldre över 65 år 9,0 %.
Runt Baishui är det ganska tätbefolkat, med 248 invånare per kvadratkilometer. Närmaste större samhälle är Tanbu, 10,9 km sydost om Baishui. I omgivningarna runt Baishui växer i huvudsak blandskog.
Genomsnittlig årsnederbörd är 2 205 millimeter. Den regnigaste månaden är maj, med i genomsnitt 372 mm nederbörd, och den torraste är oktober, med 50 mm nederbörd.